# Bernhard Fritz
Bernhard Fritz (Mannheim, 7 de março de 1907 – Karlsruhe, 16 de agosto de 1980) foi um engenheiro civil alemão.

## Biografia
Bernhard Fritz frequentou a escola em Villingen e Karlsruhe e estudou engenharia civil de 1925 a 1929 na TH Karlsruhe. Foi depois assistente na Lehrstuhl für Brückenbau und Baustatik de Ernst Gaber, com quem obteve em 1933 um doutorado com a tese Theorie und Berechnung vollwandiger Bogenträger bei Berücksichtigung des Einflusses der Systemverformung. A partir de 1933 foi engenheiro estrutural na Dortmunder Union Brückenbau AG. Em 1936 estava novamente na TH Karlsruhe, obtendo a habilitação em 1937 (Zusätzliche Spannungen in Fahrbahnrosten), foi docente de engenharia estrutural e construção de pontes e em 1939 professor extraordinário e em 1953 professor de engenharia estrutural. Em 1960 fundou o Institut für Baustatik und Meßtechnik, que chefiou até sua aposentadoria em 1973.
Com a realização de pontes de arco de concreto de grande extensão na década de 1930, seu cálculo teve que ser reconsiderado. Fritz conseguiu em sua tese uma síntese entre a teoria de arcos elásticos e a teoria de 2ª ordem, também verificada experimentalmente por ele.
Desenvolveu métodos de cálculo simplificados para pontes de vigas compostas, investigou as perdas por atrito durante o protensão subsequente com barras longas (Fritz observou um efeito de sedimentação ou decaimento em uma ponte de grande vão no Alb e analisou isso em testes e em teoria) e desvios nas construções de tubos de aço estirados. Em seu instituto desenvolveu técnicas de medição para edifícios e assumiu contratos para experimentos e testes em pontes de concreto protendido e pontes compostas, represas e usinas nucleares (por exemplo, testes na ponte sobre o Reno em Speyer, Jungbuschbrücke em Mannheim, reator de pesquisa nuclear em Karlsruhe).
Foi casado com Eva Lindner e teve um filho com ela. Nas horas vagas tocava violino e, em 1967, foi um dos fundadores do Collegium Musicum da TH Karlsruhe e seu primeiro mestre de concertos.

## Obras
- Theorie und Berechnung vollwandiger Bogentrager bei Berücksichtigung des Einflusses der Systemverformung, Springer 1934
- Berechnung von Kreisgewölben – Gebrauchsfertige Tabellen zur statischen Berechnung von Gewölben mit kreisbogenförmiger Achse, Berlim 1940
- Vereinfachtes Berechnungsverfahren für Stahlträger mit einer Betondruckplatte bei Berücksichtigung des Kriechens und Schwindens, Bautechnik, Volume 27, 1950, Nr. 2, p. 37–42
- Vorschläge fur die Berechnung durchlaufender Träger in Verbund-Bauweise. A. Verbund-Vollwandtrager. B. Verbund-Fachwerkträger, Bauingenieur, Volume 25, Nr. 6, 1950, p.  271–277.
- Der Lehrstuhl für Baustatik und Technische Mechanik, in: Friedrich Raab (Ed.): Die technische Hochschule Fridericiana Karlsruhe – Festschrift zur 125-Jahrfeier, Karlsruhe 1950, p. 219
- Verbundträger – Berechnungsverfahren für die Brückenbaupraxis, Berlim: Springer 1961.